# 2011-es GP2 Asia Series
A 2011-es GP2 Asia Series a GP2 Asia Series negyedik szezonja volt. A szezon február 11-én kezdődött a Yas Marina Circuit-ön és a tervek szerint március 13-án ért volna véget Bahreinben a Bahrain International Circuit-ön, ám a Bahreinben zajló tüntetések miatt a 2011-es Formula–1 bahreini nagydíj mellett ezt a két versenyhétvégét is törölni kellett. A két bahreini futam elmaradása miatt a rendezők 2011. március 1-jén bejelentették, hogy az idei szezont lezáró futamot az olaszországi Imola Autodromo Enzo e Dino Ferrari versenypályáján rendezik meg március 19-én és 20-án. Ez volt a sorozat történetének első európai nagydíja.
A szezon azért kezdődött ilyen későn, mert eddig, ebben a szériában az első generációs GP2-es autókat használták, de ettől az évtől az új fejlesztésű versenygépek használata történt meg. Két új csapat debütált az idényben: a Carlin és a Team Air Asia.

## Versenynaptár
| Forduló | Forduló | Pálya                                 | Ország                  | Időpont     | Pole Pozíció                                | Leggyorsabb kör                             | Győztes pilóta                              | Győztes csapat                              |
| ------- | ------- | ------------------------------------- | ----------------------- | ----------- | ------------------------------------------- | ------------------------------------------- | ------------------------------------------- | ------------------------------------------- |
| 1       | V1      | Yas Marina Circuit                    | Egyesült Arab Emírségek | február 11. | Romain Grosjean                             | Jules Bianchi                               | Jules Bianchi                               | Lotus ART                                   |
| 1       | V2      | Yas Marina Circuit                    | Egyesült Arab Emírségek | február 12  |                                             | Jules Bianchi                               | Stefano Coletti                             | Trident Racing                              |
| -       | V1      | Bahrain International Circuit, Sakhir | Bahrein                 | február 18. | Törölve a 2011-es bahreini tüntetések miatt | Törölve a 2011-es bahreini tüntetések miatt | Törölve a 2011-es bahreini tüntetések miatt | Törölve a 2011-es bahreini tüntetések miatt |
| -       | V2      | Bahrain International Circuit, Sakhir | Bahrein                 | február 19. | Törölve a 2011-es bahreini tüntetések miatt | Törölve a 2011-es bahreini tüntetések miatt | Törölve a 2011-es bahreini tüntetések miatt | Törölve a 2011-es bahreini tüntetések miatt |
| -       | V1      | Bahrain International Circuit, Sakhir | Bahrein                 | március 12. | Törölve a 2011-es bahreini tüntetések miatt | Törölve a 2011-es bahreini tüntetések miatt | Törölve a 2011-es bahreini tüntetések miatt | Törölve a 2011-es bahreini tüntetések miatt |
| -       | V2      | Bahrain International Circuit, Sakhir | Bahrein                 | március 13. | Törölve a 2011-es bahreini tüntetések miatt | Törölve a 2011-es bahreini tüntetések miatt | Törölve a 2011-es bahreini tüntetések miatt | Törölve a 2011-es bahreini tüntetések miatt |
| 2       | V1      | Autodromo Enzo e Dino Ferrari, Imola  | Olaszország             | március 19. | Romain Grosjean                             | Romain Grosjean                             | Romain Grosjean                             | DAMS                                        |
| 2       | V2      | Autodromo Enzo e Dino Ferrari, Imola  | Olaszország             | március 20. |                                             | Romain Grosjean                             | Dani Clos                                   | Racing Engineering                          |

## Versenyzők és csapatok
| Csapat                  | #  | Pilóta              | Részvételek |
| ----------------------- | -- | ------------------- | ----------- |
| iSport International    | 1  | Marcus Ericsson     | mind        |
| iSport International    | 2  | Sam Bird            | mind        |
| Arden International     | 3  | Josef Král          | mind        |
| Arden International     | 4  | Jolyon Palmer       | mind        |
| Lotus ART               | 5  | Jules Bianchi       | mind        |
| Lotus ART               | 6  | Esteban Gutiérrez   | mind        |
| Super Nova Racing       | 7  | Fairuz Fauzy        | mind        |
| Super Nova Racing       | 8  | Johnny Cecotto, Jr. | mind        |
| DAMS                    | 9  | Romain Grosjean     | mind        |
| DAMS                    | 10 | Pål Varhaug         | mind        |
| Scuderia Coloni         | 11 | Michael Herck       | mind        |
| Scuderia Coloni         | 12 | James Jakes         | 1           |
| Scuderia Coloni         | 12 | Luca Filippi        | 2           |
| Ocean Racing Technology | 14 | Andrea Caldarelli   | mind        |
| Ocean Racing Technology | 15 | Oliver Turvey       | mind        |
| Barwa Addax Team        | 16 | Charles Pic         | mind        |
| Barwa Addax Team        | 17 | Giedo van der Garde | mind        |
| Trident Racing          | 18 | Stefano Coletti     | mind        |
| Trident Racing          | 19 | Rodolfo González    | mind        |
| Rapax                   | 20 | Fabio Leimer        | mind        |
| Rapax                   | 21 | Julian Leal         | mind        |
| Racing Engineering      | 22 | Nathanaël Berthon   | mind        |
| Racing Engineering      | 23 | Dani Clos           | mind        |
| Carlin                  | 24 | Mihail Aljosin      | mind        |
| Carlin                  | 25 | Max Chilton         | mind        |
| Team AirAsia            | 26 | Luiz Razia          | mind        |
| Team AirAsia            | 27 | Davide Valsecchi    | mind        |

## Végeredmény

### Versenyzők
| Poz. | Versenyző           | ABU | ABU | IMO | IMO | Pont |
| ---- | ------------------- | --- | --- | --- | --- | ---- |
| 1    | Romain Grosjean     | 2   | Ki  | 1   | 7   | 24   |
| 2    | Jules Bianchi       | 1   | 8   | 3   | Ki  | 18   |
| 3    | Giedo van der Garde | 5   | 23  | 2   | 3   | 16   |
| 4    | Stefano Coletti     | 8   | 1   | 5   | Ki  | 11   |
| 5    | Fabio Leimer        | 10  | 6   | 6   | 2   | 9    |
| 6    | Marcus Ericsson     | 4   | 3   | 10  | 16  | 9    |
| 7    | Davide Valsecchi    | 3   | 4   | Kiz | 17  | 9    |
| 8    | Michael Herck       | 13  | 5   | 4   | 5   | 9    |
| 9    | Dani Clos           | Ki  | 22  | 7   | 1   | 8    |
| 10   | Josef Král          | 6   | 2   | 12  | 9   | 8    |
| 11   | Esteban Gutiérrez   | Ki  | 12  | 11  | 4   | 3    |
| 12   | Sam Bird            | 7   | Ki  | Ki  | Ki  | 2    |
| 13   | Pål Varhaug         | Ki  | 20  | 13  | 6   | 1    |
| 14   | Fairuz Fauzy        | Ki  | 15  | 8   | Ki  | 1    |
| 15   | Johnny Cecotto, Jr. | 15  | 7   | 15  | 19† | 0    |
| 16   | Oliver Turvey       | 18  | 19  | 14  | 8   | 0    |
| 17   | Rodolfo González    | 11  | 9   | 9   | Ki  | 0    |
| 18   | Charles Pic         | 9   | 21  | 20  | 11  | 0    |
| 19   | Jolyon Palmer       | 14  | 10  | 18  | Ki  | 0    |
| 20   | Luca Filippi        |     |     | 22  | 10  | 0    |
| 21   | Andrea Caldarelli   | 16  | 11  | 17  | 12  | 0    |
| 22   | Max Chilton         | 12  | 18  | 21  | 15  | 0    |
| 23   | Nathanaël Berthon   | Ki  | 14  | Ki  | 13  | 0    |
| 24   | James Jakes         | 17† | 13  |     |     | 0    |
| 25   | Luiz Razia          | Ki  | 16  | Ki  | 14  | 0    |
| 26   | Julian Leal         | Ki  | 17  | 16  | 18  | 0    |
| 27   | Mihail Aljosin      | Ki  | 24† | 19  | 20† | 0    |
| Poz. | Versenyző           | ABU | ABU | IMO | IMO | Pont |

### Konstruktőrök
| Poz. | Csapat                  | #  | YMC | YMC | IMO | IMO | Pont |
| ---- | ----------------------- | -- | --- | --- | --- | --- | ---- |
| 1    | DAMS                    | 9  | 2   | Ret | 1   | 7   | 25   |
| 1    | DAMS                    | 10 | Ret | 20  | 13  | 6   | 25   |
| 2    | Lotus ART               | 5  | 1   | 8   | 3   | Ret | 22   |
| 2    | Lotus ART               | 6  | Ret | 12  | 11  | 4   | 22   |
| 3    | Barwa Addax Team        | 16 | 9   | 21  | 20  | 11  | 16   |
| 3    | Barwa Addax Team        | 17 | 5   | 23  | 2   | 3   | 16   |
| 4    | Trident Racing          | 18 | 8   | 1   | 5   | Ret | 11   |
| 4    | Trident Racing          | 19 | 11  | 9   | 9   | Ret | 11   |
| 5    | iSport International    | 1  | 4   | 3   | 10  | 16  | 11   |
| 5    | iSport International    | 2  | 7   | Ret | Ret | Ret | 11   |
| 6    | Rapax                   | 20 | 10  | 6   | 6   | 2   | 9    |
| 6    | Rapax                   | 21 | Ret | 17  | 16  | 18  | 9    |
| 7    | Team AirAsia            | 26 | Ret | 16  | Ret | 14  | 9    |
| 7    | Team AirAsia            | 27 | 3   | 4   | DSQ | 17  | 9    |
| 8    | Scuderia Coloni         | 11 | 13  | 5   | 4   | 5   | 9    |
| 8    | Scuderia Coloni         | 12 | 17† | 13  | 22  | 10  | 9    |
| 9    | Racing Engineering      | 22 | Ret | 14  | Ret | 13  | 8    |
| 9    | Racing Engineering      | 23 | Ret | 22  | 7   | 1   | 8    |
| 10   | Arden International     | 3  | 6   | 2   | 12  | 9   | 8    |
| 10   | Arden International     | 4  | 14  | 10  | 18  | Ret | 8    |
| 11   | Super Nova Racing       | 7  | Ret | 15  | 8   | Ret | 1    |
| 11   | Super Nova Racing       | 8  | 15  | 7   | 15  | 19† | 1    |
| 12   | Ocean Racing Technology | 14 | 16  | 11  | 17  | 12  | 0    |
| 12   | Ocean Racing Technology | 15 | 18  | 19  | 14  | 8   | 0    |
| 13   | Carlin                  | 24 | Ret | 24† | 19  | 20† | 0    |
| 13   | Carlin                  | 25 | 12  | 18  | 21  | 15  | 0    |
| Poz. | Csapat                  | #  | YMC | YMC | IMO | IMO | Pont |